# Ain't afraid to die
「ain't afraid to die」（エイント・アフレイド・トゥ・ダイ）はDIR EN GREYのメジャー9枚目のシングル。

## 概説
- アルバム『MACABRE』を経て発表されたシングル。この曲は『MACABRE』の世界観を締めくくる完結編という位置づけのため、シングルのみでしか発表されておらず、次のアルバム『鬼葬』にも収録されていなかったが，2007年12月19日発売の自身初のベストアルバム『DECADE 1998-2002』にて初収録された。
- CD-EXTRA仕様（同曲のPVを収録）。
- この曲で『ポップジャム』に出演した。

## 曲目
1. ain't afraid to die
(詞:京 曲:Dir en grey)
7分を超えるバラード。ピアノの旋律から始まり、1番と2番のそれぞれのサビでバンド音が加わり、後半でオーケストラや合唱などが加わり最後はピアノの旋律といった構成になっている。また歌詞の最後の一部は歌われず、その部分が赤文字で記載されている。ライブでは定期的に演奏されることが多い。
11作目のアルバム「PHALARIS」に再録版が収録された。
2. ain't afraid to die　〜with frosted ambience〜
(Remixed by Die)
リアレンジともいえる楽曲。オリジナルがバラードであったのに対し、テンポをミディアム程度に変化させた、ボサノヴァとクラシックを折衷したようなアレンジになっている。
3. ain't afraid to die　Irrésistible MIX
(Remixed by Shinya)
こちらは純粋にリミックスといえる楽曲。打ち込みを多用して作られている。

## 収録アルバム
- DECADE 1998-2002（#1）
- VESTIGE OF SCRATCHES（#1）